# 秋田中央交通秋田東営業所
秋田中央交通秋田東営業所（あきたちゅうおうこうつうあきたひがしえいぎょうしょ）は、かつて秋田県秋田市広面字鍋沼31-2にあった秋田中央交通の営業所である。

## 沿革
- 19xx年 - 秋田市交通局 東営業所として開設。
- 1987年4月1日 - 手形字西谷地から現在地に移転。
- 2001年4月1日 - 秋田中央交通へ移管。秋田中央交通 秋田東営業所となる。
- 2011年3月31日 - 廃止。翌日付で、当営業所の業務は秋田営業所が継承。

## 所管路線

### ノースアジア大線
- 秋田駅西口発止明田経由:秋田駅 - 明田 - 明桜高校入口 - ノースアジア大回転地
上り・大川反車庫行の便あり。
- 秋田駅西口発止築地経由:秋田駅 - 築地 - 明桜高校入口 - ノースアジア大回転地
- 秋田駅東口発止明田経由:秋田駅東口 - 明田 - 明桜高校入口 - ノースアジア大回転地
  - 2001年4月1日 - 秋田市交通局より移管。

### 広面御所野線
- 秋田駅東口 - 日赤病院 - 新都市交通広場 - 中央シルバーエリア
- 御所野学院経由:秋田駅東口 - 日赤病院 - 新都市交通広場 - 御所野学院前 - 中央シルバーエリア

### 秋田東営業所線
- 中央線経由:秋田駅東口 - 秋田東営業所
- 城東消防署経由:秋田駅 - 明田 - 城東消防署 - 秋田東営業所
  - 2001年4月1日 - 秋田市交通局より移管。路線名を東営業所線から変更。

### 将軍野線
- 通町・寺内経由:秋田駅 - 通町 - 寺内地域センター前 - 市民生協前
- 県庁・寺内経由:秋田駅 - 県庁市役所前 - 寺内地域センター前 - 市民生協前
- 新国道経由:秋田駅 - 新国道 - 市民生協前
- 飯島北発（上りのみ）:飯島北 - 市民生協前 - 秋田駅前

### 将軍野組合病院線
- 県庁・寺内経由:秋田駅 - 県庁市役所前 - 寺内地域センター前 - サンパーク - 組合病院前
- 新国道・サンパーク経由:秋田駅 - 新国道 - サンパーク - 組合病院前
- 通町・寺内・四ツ屋経由:秋田駅 - 通町 - 寺内地域センター前 - 四ツ屋 - 組合病院前
  - 2001年4月1日 - 秋田市交通局より移管される。

### 神田ノースアジア大線
- 外旭川市営住宅前 - 大学病院 - ノースアジア大大回転地（下りのみ）

### 上北手線
- (大川反車庫 - 八橋市民広場前 - )秋田駅前 - 有楽町 - 牛島小学校前 - 荒巻 - 日赤病院前 - 古野回転地
- 城南中学校経由
  - (大川反車庫 - 八橋市民広場前 - )秋田駅前 - 有楽町 - 城南中学校前 - 荒巻 - 日赤病院前 - 古野回転地

2010年4月1日より、日赤病院前終点に変更（牛島経由日赤病院線に改称）され、以東は、秋田市マイ・タウンバス東部線の「上北手コース」として、秋田中央トランスポートのジャンボタクシーによる委託運行となった。

### 新屋日赤病院線
- 秋田駅東口 - 新都市交通広場 - 御野場団地 - 秋田南大橋 - 西部サービスセンター
- 御所野学院経由:
  - 1999年11月1日 - 秋田市交通局の路線として開設。
  - 2002年4月1日 - 秋田中央交通に移管。

### 秋田高校線
- 秋高入口 - 新都市交通広場

### 大住・みなみ野団地線
- （大川反車庫 - ）秋田駅 - 有楽町 - 南高校前 - 大住団地 - 牛島西四丁目
  - 2001年4月1日 - 秋田市交通局より移管。

### 茨島牛島環状線
- 牛島回り:秋田駅→木ノ内前→有楽町→楢山南中町→新屋敷小路→牛島駅前→秋田大橋（新屋線とは別の停留所）→ハローワーク秋田前→川元むつみ町→大町四丁目→秋田中央警察署前→中通二丁目→秋田駅）
- 大橋回り:秋田駅→木ノ内前→大町四丁目→川口→ハローワーク秋田前→秋田大橋（新屋線と同じ停留所）→牛島駅前→新屋敷小路→登町上丁→有楽町→中通二丁目→秋田駅
  - 2001年4月1日 - 秋田市交通局より移管。

### 楢山大回り線
- 秋田駅 - 築地下丁 - 大町五丁目 - 大町西交差点 - 千秋中島町 - 手形山崎 - 秋田駅

### 二ツ屋福島線
- 秋田駅 - 有楽町 - 二ツ屋中丁
上りは大川反車庫行の便、南高校発の便あり
  - 2001年4月1日 - 秋田市交通局より移管。

### 駅東線
- （大川反車庫 - ）秋田駅東口 - 北光寮前 - 南団地 - 大学病院 - 境田団地

### 桜ガ丘線
- 西口発:（大川反車庫 - ）秋田駅 - 東通仲町 - 横森 - 桜ガ丘二丁目 - 大平台三丁目
- 西口発築地経由:秋田駅 - 築地下丁 - 横森 - 桜ガ丘二丁目 - 梨平
- 東口発:秋田駅東口 - 横森 - 桜ガ丘二丁目 - 大平台三丁目
- 秋田中央道路経由:大川反車庫 - 県庁市役所前 - 秋田中央道路 - 大平台

### 泉山王環状線
- 山王回り:秋田駅→県庁市役所前→油田→八橋田五郎→秋操近隣公園入口→保戸野八丁→千秋トンネル→千秋久保田町→アゴラ広場前→秋田駅
- 泉回り泉:秋田駅→千秋久保田町→千秋トンネル→保戸野八丁→秋操近隣公園入口→八橋田五郎→油田→県庁市役所前→中通二丁目→アゴラ広場前→秋田駅
- 新川向経由山王回り:秋田駅→県庁市役所前→秋田テレビ前→八橋新川向→泉南二丁目→秋操近隣公園入口→保戸野八丁→千秋トンネル→千秋久保田町→アゴラ広場前→秋田駅
- 新川向経由泉回り:秋田駅→千秋久保田町→千秋トンネル→保戸野八丁→秋操近隣公園入口→泉南二丁目→八橋新川向→秋田テレビ前→県庁市役所前→中通二丁目→アゴラ広場前→秋田駅

## 廃止路線

### 雄和日赤病院線
- 秋田駅東口 - 日赤病院 - 新都市交通広場 - 雄和市民センター前（旧・雄和町役場）

### 日赤病院線
- 横森経由:秋田駅東口 - 明田・城東 - 日赤病院

### 岩見三内日赤病院線
- 秋田駅東口 - 日赤病院 - 新都市交通広場 - 和田駅

### 中北手線
- 秋田駅 - 築地下丁 - 横森 - 上小山田

2010年4月1日より、大平台三丁目の回転地（桜が丘線の終点地）を始発とした、秋田市マイ・タウンバス東部線（秋田中央トランスポートのジャンボタクシーによる委託運行）、「中北手コース」として運行する形態に変更。